# Paul Wigreux

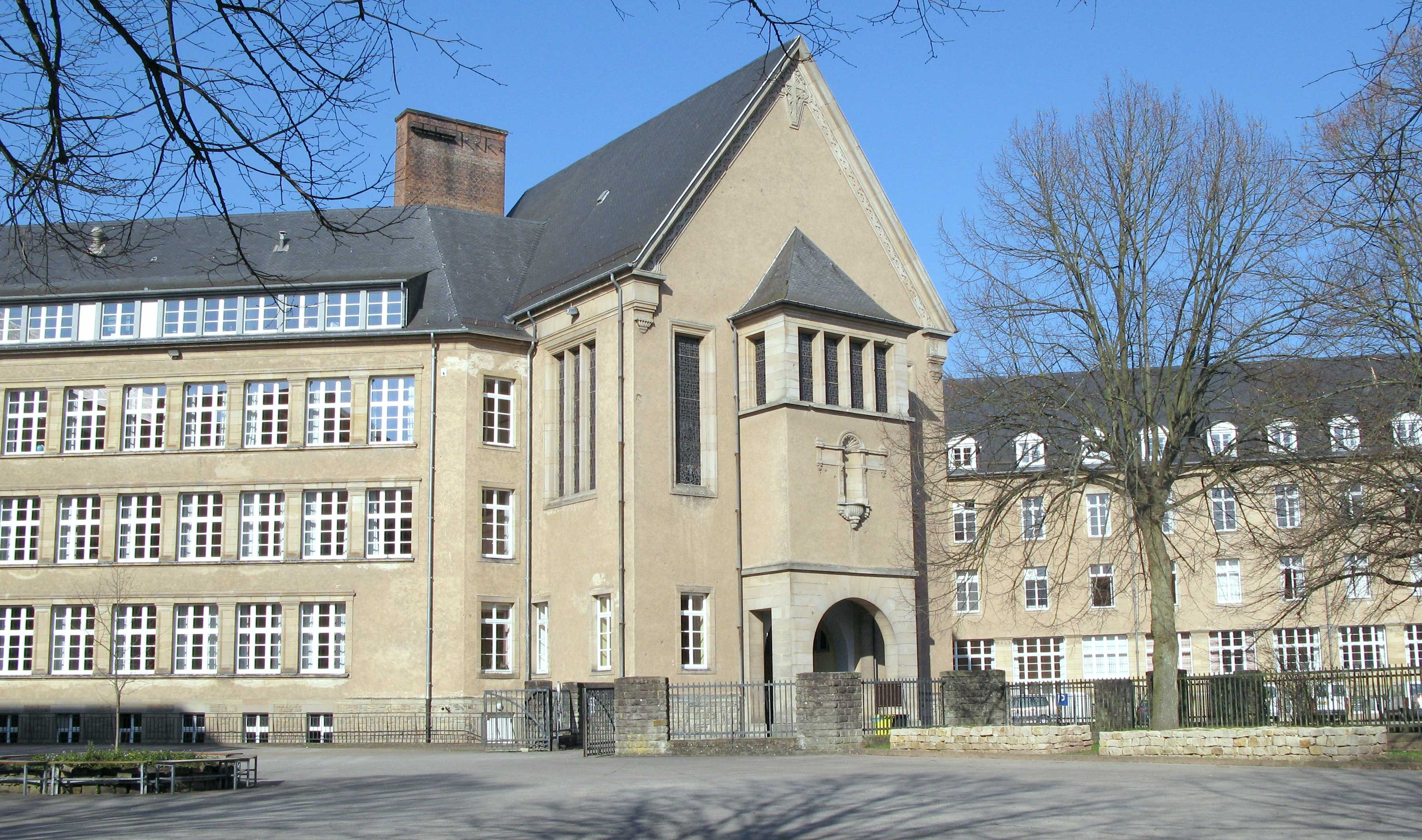
Landbouwwschool in Ettelbrück (1932)

Paul Wigreux (Bonnevoie, 29 april 1880 – aldaar, 23 mei 1960) was een Luxemburgs ingenieur-architect en kunstschilder.

## Leven en werk
Paul Wigreux was een zoon van Johann Julius (Jules) Wigreux en Anne Hippert. Hij werd geboren in Bonnevoie dat destijds onderdeel was van de stad Hollerich-Bonnevoie en sinds 1920 een van de stadsdelen van Luxemburg. Wigreux studeerde aan het Athénée grand-ducal in Luxemburg-Stad. Op aanraden van zijn tekenleraar Michel Engels studeerde hij verder aan de Königlich Bayerischen Technischen Hochschule in München (1901-1904) en de Technischen Hochschule in Stuttgart. In 1909 behaalde hij het diploma voor ingenieur-architect aan de École polytechnique in Darmstadt. Hij liep vervolgens stage op het architectenbureau van Jean-Pierre Koenig. Van 1913 tot 1921 was hij architect van de stad Esch-sur-Alzette. In 1921 werd hij benoemd tot staatsarchitect, als opvolger van Sosthène Weis. Met onder anderen Paul Dornseiffer, Victor Engels, Michel Heintz sr. en Sosthène Weis behoorde hij in 1940 tot de stichtende leden van de Société des Architectes diplômés Luxembourg. Hij was daarnaast lid van de Ordre des Architectes en corresponderend lid van de section historique van het Institut grand-ducal. Naast nieuwbouwprojecten was hij onder meer betrokken bij restauratie van kerken in Eppeldorf. Junglinster, Koerich en de kastelen Bourscheid, Esch-sur-Sûre en Vianden. In 1941 werd hij door de bezetters op non-actief gesteld.
Naast zijn werk als architect was Wigreux actief als landschapsschilder. Hij was lid van de Cercle Artistique de Luxembourg en nam hij van 1906 tot 1959 deel aan de jaarlijkse salons. Verder exposeerde hij onder meer met Pierre Blanc in Galerie Menn (1930) in Luxemburg. In 1910 won hij de Prix Grand-Duc Adolphe. Hij werd in 1926 vicevoorzitter en was van 1937 tot 1939 voorzitter van de Cercle Artistique.
Paul Wigreux overleed op 80-jarige leeftijd. In Hesperange werd een straat naar hem vernoemd.

## Enkele werken
- 1916 lagere school in Esch-sur-Alzette
- 1924-1925 badhuis in Mondorf-les-Bains
- 1932 landbouwwschool in Ettelbrück
- 1939 Musée National d'Histoire et d'Art in Luxemburg-Stad.
- uitbreiding van het seminarie in Limpertsberg.

## Onderscheidingen
- Commandeur in de Orde van de Eikenkroon
- Commandeur in de Orde van Sint-Gregorius de Grote
- Officier de l'lnstruction
- Officier in de Kroonorde
- Officier in de Leopoldsorde
- Ridder met kroon in de Orde van Verdienste van Adolf van Nassau
- Ridder in het Legioen van Eer

- Musée national d'archéologie, d'histoire et d'art: lkl002051